# Pakistanische Badmintonmeisterschaft 2010
Die Pakistanische Badmintonmeisterschaft 2010 fand vom 27. Juni bis zum 3. Juli 2010 in Islamabad statt. Es war die 53. Auflage dieser nationalen Titelkämpfe.

## Finalresultate
| Disziplin    | Sieger                          | Finalist                          | Ergebnis     |
| ------------ | ------------------------------- | --------------------------------- | ------------ |
| Herreneinzel | Ahsan Qamar (PIA)               | Omar Zeeshan (WAPDA)              | 21-14, 21-14 |
| Dameneinzel  | Sara Khan (NBP)                 | Sara Mohmand (NBP)                | 21-11, 21-17 |
| Herrendoppel | Rizwan Azam Khasif Salari (NBP) | Zafar Taslim Omar Zeeshan (WAPDA) | 21-17, 21-18 |